# FIA GT 2007
FIA GT-säsongen 2007 kördes över 10 lopp, där bland annat Spa 24-timmars ingick.

## Delsegrare GT1
| Datum        | Bana              | Vinnare                                                          | Märke        |
| ------------ | ----------------- | ---------------------------------------------------------------- | ------------ |
| 25 mars      | Zhuhai            | Christophe Bouchot Stefan Mücke                                  | Lamborghini  |
| 6 maj        | Silverstone       | Thomas Biagi Mika Salo                                           | Maserati     |
| 20 maj       | Bukarest          | Andrea Bertolini Andrea Piccini                                  | Maserati     |
| 24 juni      | Monza             | Karl Wendlinger Ryan Sharp                                       | Aston Martin |
| 8 juli       | Oschersleben      | Thomas Biagi Michael Bartels                                     | Maserati     |
| 28-29 juli   | Spa-Francorchamps | Mike Hezemans Jean-Denis Délétraz Marcel Fässler Fabrizio Gollin | Chevrolet    |
| 8 september  | Adria             | Karl Wendlinger Ryan Sharp                                       | Aston Martin |
| 23 september | Brno              | Christian Montanari Miguel Ramos                                 | Maserati     |
| 30 september | Nogaro            | Mike Hezemans Jean-Denis Délétraz                                | Chevrolet    |
| 21 oktober   | Zolder            | Karl Wendlinger Ryan Sharp                                       | Aston Martin |

## Slutställning GT1
| Plats | Förare                            | Märke        | Poäng |
| ----- | --------------------------------- | ------------ | ----- |
| 1     | Thomas Biagi                      | Maserati     | 61    |
| 2     | Karl Wendlinger Ryan Sharp        | Aston Martin | 57    |
| 3     | Jean-Denis Deletraz Mike Hezemans | Chevrolet    | 55    |
| 4     | Miguel Ramos Christian Montanari  | Maserati     | 54    |
| 5     | Andrea Bertolini Andrea Piccini   | Maserati     | 51    |
| 6     | Michael Bartels                   | Maserati     | 45    |
| 7     | Bert Longin                       | Chevrolet    | 43    |
| 8     | Fabio Babini Jamie Davies         | Aston Martin | 30    |

## GT2
Dirk Müller och Toni Vilander vann titeln för AF Corse och Ferrari.

### Delsegrare
| Bana           | Vinnare                                     | Märke   |
| -------------- | ------------------------------------------- | ------- |
| Zhuhai         | Dirk Müller Toni Vilander                   | Ferrari |
| Silverstone    | Dirk Müller Toni Vilander                   | Ferrari |
| Bukarest       | Dirk Müller Toni Vilander                   | Ferrari |
| Monza          | Gianmaria Bruni Stéphane Ortelli            | Ferrari |
| Oschersleben   | Gianmaria Bruni Stéphane Ortelli            | Ferrari |
| Spa 24-timmars | Emmanuel Collard Matteo Malucelli Marc Lieb | Porsche |
| Adria          | Dirk Müller Toni Vilander                   | Ferrari |
| Brno           | Dirk Müller Toni Vilander                   | Ferrari |
| Nogaro         | Gianmaria Bruni Stéphane Ortelli            | Ferrari |
| Zolder         | Dirk Müller Toni Vilander                   | Ferrari |

### Slutställning
| Plats | Förare                            | Märke   | Poäng |
| ----- | --------------------------------- | ------- | ----- |
| 1     | Dirk Müller Toni Vilander         | Ferrari | 71    |
| 2     | Gianmaria Bruni Stéphane Ortelli  | Ferrari | 66    |
| 3     | Emmanuel Collard Matteo Malucelli | Porsche | 64    |
| 4     | Marcello Zani                     | Porsche | 43.5  |
| 5     | Tim Mullen                        | Ferrari | 36    |
| 6     | Paolo Ruberti                     | Ferrari | 33.5  |